# Evan Zhu
Evan Zhu (* 15. August 1998 in Ann Arbor, Michigan) ist ein US-amerikanischer Tennisspieler.

## Karriere
Evan Zhu spielte etwa 50 Matches auf der ITF Junior Tour, erreichte dort aber nie eine hohe Position in der Junior-Weltrangliste.
Mitte 2016 begann er Turniere bei den Profis zu spielen und erreichte dort auf der ITF Future Tour, der dritthöchsten Turnierkategorie, im September sogleich sein erstes Finale. Zeitgleich begann er ein Studium an der University of California, Los Angeles, wo er auch College Tennis spielt. Während seines Studiums kann er nur wenige Turniere spielen doch schaffte es 2016 dennoch in den Top 1000 der Weltrangliste abzuschließen. 2017 gelang ihm ein weiterer Finaleinzug, womit er sein Ranking zum Jahresende halten konnte.
Mehr Erfolg hatte er im Doppel. Dort gewann er 2017 und 2018 seine ersten beiden Future-Titel und konnte mit seinem College-Partner Martin Redlicki Mitte 2018 sowohl eine Wildcard für das ATP-World-Tour-Event in Newport, wo sie zum Auftakt verloren, als auch eine Wildcard für die einen Monat später stattfindenden US Open verdienen. Auch hier verlor die Paarung zum Auftakt des Turniers in zwei Sätzen. Dennoch erreichte Zhu im September im Doppel mit Rang 613 seinen Bestwert in der Rangliste. Im Einzel datiert seine Bestmarke auf März 2018 mit Rang 770.